# عاج فیل (فیلم ۲۰۱۴)
عاج فیل (انگلیسی: Tusk) فیلمی در ژانر کمدی ترسناک به کارگردانی کوین اسمیت است که در سال ۲۰۱۴ منتشر شد.

## داستان
بهترین دوستان والاس برایتون و تدی کرافت میزبان پادکست معروف The Not-See Party هستند، جایی که فیلمهای ویروسی تحقیرآمیز را پیدا و مسخره می‌کنند. والاس برای مصاحبه با «کشتن بیل کید»، یک مشهور اینترنتی مشهور که به دلیل قطع پای خود با یک کاتانا، به کانادا پرواز می‌کند. با ورود به Manitoba، او تعجب می‌کند که بیل را می‌کشد بچه خودکشی کرد. او با توجه به اینکه برای هیچ کاری به کانادا پرواز نکرد، تصمیم گرفت فرد دیگری را برای مصاحبه پیدا کند. او از طرف کسی که اتاق را در خانه خود به صورت رایگان و ضمانت شنیدن داستانهای جالب ارائه می‌دهد، یک کیف دستی تهیه می‌کند. علاقه‌مند، او به عمارت هوارد هوو، دریانورد بازنشسته در ویلچر می‌رسد. هوارد داستان این داستان را بیان می‌کند که چگونه یک تخته سنگی، که او را «آقای توسک» نامگذاری کرده بود، پس از یک کشتی کشی او را نجات داد. والاس از حالت محرمانه عبور می‌کند چایی که هوارد برایش درست کرد صبح روز بعد، والاس از خواب بیدار شد تا …

## بازیگران
- جنسیس رودریگز
- هالی جوئل آزمنت
- جنیفر شوالباک اسمیت
- هارلی کوئین اسمیت
- جانی دپ
- جاستین لانگ
- مایکل پارکس
- لیلی رز دپ